# Challenger de Bangkok
El Bangkok Challenger es un torneo de tenis celebrado en Bangkok, Tailandia desde el año 2009. El evento forma parte del ATP Challenger Tour y se juega en canchas duras.
En el año 2010 se disputó una segunda edición del torneo y llevó el nombre de Chang-Sat Bangkok 2 Open.

## Finales

### Individuales
| Año  | Campeón             | Finalista           | Resultado           |
| ---- | ------------------- | ------------------- | ------------------- |
| 2020 | Attila Balázs       | Aslan Karatsev      | 7-6(5), 0-6, 7-6(6) |
| 2019 | Henri Laaksonen     | Dudi Sela           | 6–2, 6–4            |
| 2018 | Marcel Granollers   | Mats Moraing        | 4–6, 6–3, 7–5       |
| 2017 | Janko Tipsarević    | Blaž Kavčič         | 6–3, 7–61           |
| 2016 | Mikhail Youzhny     | Go Soeda            | 6–3, 6–4            |
| 2015 | Yūichi Sugita       | Marco Trungelliti   | 6–4, 6–2            |
| 2014 | Hyeon Chung         | Jordan Thompson     | 7-60, 6-4           |
| 2013 | Blaž Kavčič         | Suk-Young Jeong     | 6-3, 6-1            |
| 2012 | Dudi Sela           | Yuichi Sugita       | 6-1, 7-5            |
| 2011 | Cedrik-Marcel Stebe | Amir Weintraub      | 7-5, 6-1            |
| 2010 | Grigor Dimitrov     | Konstantin Kravchuk | 6-1, 6-4            |
| 2009 | Florian Mayer       | Danai Udomchoke     | 7-5, 6-2            |

### Dobles
| Año  | Campeón                               | Finalista                              | Resultado           |
| ---- | ------------------------------------- | -------------------------------------- | ------------------- |
| 2020 | Andrey Golubev Aleksandr Nedovyesov   | Sanchai Ratiwatana Christopher Rungkat | 3–6, 7–6(1), [10–5] |
| 2019 | Maoxin Gong Ze Zhang                  | Cheng-peng Hsieh Christopher Rungkat   | 6–4, 6–4            |
| 2018 | Gerard Granollers Marcel Granollers   | Zdeněk Kolář Gonçalo Oliveira          | 6–3, 7–6(6)         |
| 2017 | Grégoire Barrère Jonathan Eysseric    | Yūichi Sugita Wu Di                    | 6–3, 6–2            |
| 2016 | Johan Brunström Andreas Siljeström    | Gero Kretschmer Alexander Satschko     | 6–3, 6–4            |
| 2015 | Bai Yan Riccardo Ghedin               | Chen Ti Li Zhe                         | 6–2, 7–5            |
| 2014 | Pruchya Isarow Nuttanon Kadchapanan   | Chen Ti Peng Hsien-yin                 | 6-4, 6-4            |
| 2013 | Ti Chen Liang-Chi Huang               | Suk-Young Jeong Ji Sung Nam            | 6-3, 6-2            |
| 2012 | Divij Sharan Vishnu Vardhan           | Hsin-Han Lee Hsien-Yin Peng            | 6-3, 6-4            |
| 2011 | Pierre-Ludovic Duclos Riccardo Ghedin | Nicholas Monroe Ludovic Walter         | 6-4, 6-4            |
| 2010 | Maoxin Gong Zhe Li                    | Yuki Bhambri Ryler DeHeart             | 6-3, 6-4            |
| 2009 | Joshua Goodall Joseph Sirianni        | Michail Elgin Alexandre Kudryavtsev    | 6-3, 6-1            |